# Gora Vytjanutaja (1)
Gora Vytjanutaja är ett berg i Antarktis. Det ligger i Östantarktis. Australien gör anspråk på området. Toppen på Gora Vytjanutaja är 1 474 meter över havet.
Terrängen runt Gora Vytjanutaja är huvudsakligen lite kuperad.  Trakten är obefolkad. Det finns inga samhällen i närheten.